# Борис Мілев
Борис Мілев (болг. Борис Милев (Б. М. Наумов); 29 червня 1903, Софія — 28 квітня 1983, Софія) — болгарський режисер та дипломат. 

## Життєпис
Народився у 1903 році в Софії, Навчався у театральній школі французького актора та режисера Шарля Дюрена в Парижі (1926—1928).
У 1922—1923 pp. — працював учителем у селі Капатово, після Вересневого повстання був звільнений як прихильник комуністичного руху.
У 1925 році емігрував, спочатку працював чорноробом на металургійних заводах MAN, потім робітником на заводі «Citroën» у північно-західному промисловому передмісті Парижа Аньєр-сюр-Сен. Активно співпрацював з лівою пресою Болгарії (газетами «Наковальня» та «Ехо»).
У 1939 році, після закінчення війни в Іспанії, був інтернований і перебував у таборі для інтернованих осіб «Верне» у південній Франції неподалік франко-іспанського кордону. Під час перебування в таборі познайомився з іспанцями та іноземцями, що знаходилися разом з ним у таборі, що воювали на боці Іспанської республіки проти франкістів (серед яких були французькі комуністи). Після початку Другої світової війни утік із табору.
Після німецької окупації Франції, в 1940 році разом з іншими учасниками війни в Іспанії створив бойову групу, основу якої склали колишні військовослужбовці іспанських інтербригад, яка діяла в Парижі та його околицях і перебувала у підпорядкуванні полковника Анрі. Надалі, Мільов обійняв посаду комісара штабу бійців і партизанів Паризького района. У серпні 1944 року, після початку бойових дій у районі Парижа, Мільов командував групою французьких партизанів, саме його загін зайняв болгарське посольство у Парижі.
З 1940 по 1944 був учасником французького руху Опору.
З 15 вересня 1946 року по 1950 року був головним редактором газети «Праця».
У 1958—1963 рр. — Постійний представник Болгарії при ЮНЕСКО.
У 1968—1971 рр. — Надзвичайний і Повноважний Посол Болгарії в Гвінеї.
У 1969—1971 рр. — Надзвичайний і Повноважний Посол Болгарії в Сьєра-Леоне за сумісництвом.
Помер 28 квітня 1983 року.